# Barkebo
Barkebo är en mindre by i Kråksmåla socken i Nybro kommun, nära gränsen till Uppvidinge kommun. Den ligger vid Kroksjös sydostspets. 
Byn passeras av länsväg H609 / G950 (Skoghult–Lillagården)
Barkebo omnämns första gången år 1515 ('Barckebode'). 1538–1541 hade Gustav Vasa här en gård med 6 spannland åker, ängbol till 4 lass hö, ålfiske i Kroksjöbäck och gott fiske i Kroksjö och Lille Hindsjön.